# Kop (stade)
Pour les articles homonymes, voir Kop.

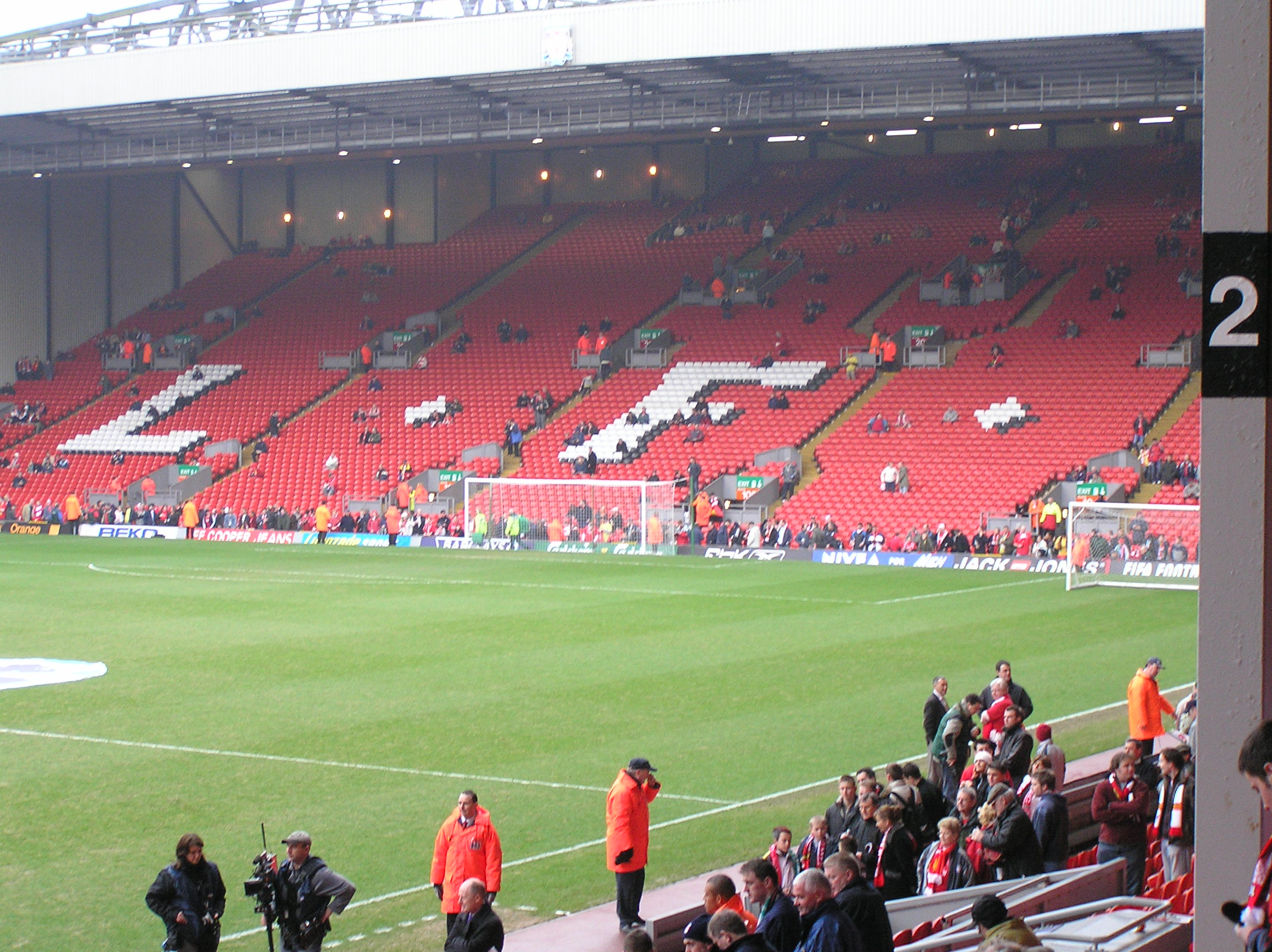
Kop de Liverpool FC.

Un kop est une tribune où se regroupent les supporteurs les plus actifs d'un club de football ou de hockey sur glace.

## Terminologie
Arsenal FC, club alors basé en plein milieu des arsenaux royaux de Woolwich, est le premier à adopter le terme en 1904 à Manor Field ; Birmingham City FC puis Liverpool FC font de même en 1905.
Le terme fait référence à la bataille de Spion Kop qui se déroule en Afrique du Sud lors de la seconde guerre des Boers en 1900, qui fut une victoire des Boers sur les troupes britanniques. En néerlandais, spion signifie « regarder » ou « espionner » (on trouve parfois la graphie spioen, en afrikaans), et kop (parfois la forme diminutive kopje) signifie « tête ».
Les Britanniques, très traumatisés par cette défaite, baptisèrent plusieurs tribunes de stades sportifs du nom de « Spion Kop » puis « Kop ». Ce dernier nom est resté pour désigner certaines tribunes de stades où se regroupent des supporters. C'est la furie des combats sur les pentes de la colline qui favorise le rapprochement avec les tribunes populaires animées des stades de football.